# Refraktor
Refráktor je lečni daljnogled za astronomska opazovanja.

## Znani refraktorji
- Veliki daljnogled Pariške svetovne razstave 1900 (1250 mm)
- Observatorij Yerkes (1016 mm (40 palcev))
- Švedski sončni daljnogled (1000 mm)
- Observatorij Lick (910 mm)
- Observatorij Pariz (830 + 620 mm)
- Observatorij Nica (760 mm)
- Observatorij Pulkovo (760 mm; med 2. svetovno vojno uničene leče)
- Archenholdov observatorij (680 mm, 21 m goriščna razdalja - najdaljši refraktor zgrajen do sedaj)
- Pomorski observatorij ZDA (Clarkov refraktor, 660 mm)
- Astronomski observatorij Beograd (650 mm)
- Lowllov observatorij (610 mm (24 palcev))
- Chabotovo vesoljsko in znanstveno središče (508 mm (20 palcev), 203 mm (8 palcev))
- Observatorij Dearborn (470 mm (18,5 palcev))
- Griffithov observatorij (305 mm (12 palcev))

- 760 mm refraktor, Observatorij Nica.
- 680 mm refraktor, Univerzitetni observatorij Dunaj.
- 680 mm refraktor, Archenholdov observatorij, Berlin-Treptow.
- Clarkov 660 mm refraktor, Pomorski observatorij ZDA. Z njim je Hall odkril Marsova naravna satelita Fobos in Deimos.
- 660 mm refraktor, Observatorij Pulkovo.
- Dvojni refraktor (800 + 500 mm), Astrofizikalni inštitut Potsdam.
- Refraktor, Observatorij Aachen.